# فستیوال رقص استونی

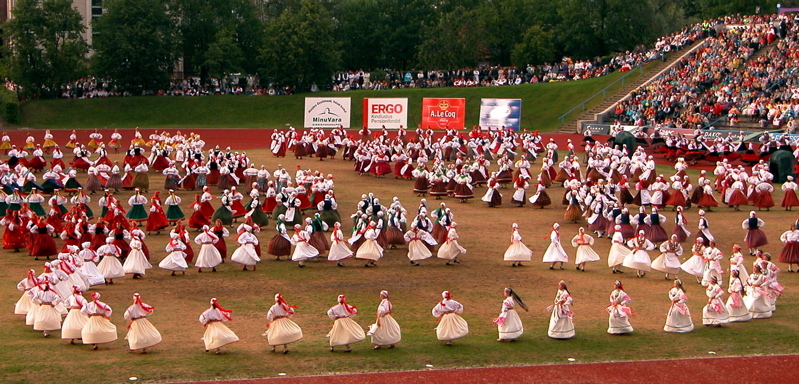
حلقه رقص

فستیوال رقص استونی (انگلیسی: Estonian Dance Festival) یک جشن ملی رقص و ژیمناستیک است که در حال حاضر هر پنج سال یکبار در ورزشگاه مرکزی کالوی در تالین، استونی برگزار می‌شود.